# Lela Curcumia
Lela Curcumia (gruz. ლელა წურწუმია; ur. 12 lutego 1969 w Tbilisi) – gruzińska piosenkarka i aktorka. Urodzona i wychowana w Tbilisi, ukończyła Shota Rustaveli theatre and film University. Śpiewa po gruzińsku, megrelsku i lazyjsku.

## Dzieciństwo i edukacja
Lela Curcumia urodziła się 12 lutego 1969 roku w Tbilisi jako córka Ludowika Curcumii i Nino Lomtatidze. Ma dwie siostry. Uczyła się w Akademii Muzycznej, w 1990 zaczęła naukę na Wydziale Komedii Muzycznej na Instytucie Teatralnym w Tbilisi. Dwa lata później zaczęła studia magisterskie na wydziale aktorstwa, a w 1994 roku rozpoczęła studia doktorskie na wydziale wokalnym, które ukończyła w 1996 roku.

## Kariera
Lela Curcumia rozpoczęła swoją karierę muzyczną w 1986 roku. W tymże roku została laureatką konkursu talentów. W 1989 wygrała konkurs Prestiż szou. W 1991 zagrała w filmie Erti bedis anotacia, zaś w 1992 – w produkcji Chapangi.
W 1994 roku wzięła udział w konkursie muzycznym „Jałta-Moskwa-Transit”. W latach 1996–1999 śpiewała w restauracji „Ewropaszi”, gdzie została zauważona przez producenta muzycznego Kaczę Mamulaszwilego, który zaproponował jej współpracę. W tym czasie nagrała takie utwory, jak „Minda gimghero isew” i „Paemani”, które stały się popularne w kraju. W maju 2000 roku zaczęła pracę nad swoim debiutanckim albumem studyjnym zatytułowanym Paemani, zaś we wrześniu zagrała pierwszy solowy koncert. W tym samym roku zdobyła dwie nominacje do nagrody „Eko”, a także wydała swoją drugą płytę studyjną zatytułowaną Ocneba szenze. Niedługo potem piosenkarka zdecydowała się na dwuletnią przerwę w karierze z powodu kryzysu związanego ze spadkiem poziomu muzyki popowej. W 2001 roku zdobyła cztery nominacje do nagrody muzycznej „Mega”. Rok później zgarnęła trzy nominacje do tej statuetki, a w 2003 – dwie.
W maju 2002 roku piosenkarka zagrała koncert w Tbilisi Sport Hall, na którym pojawiło się 25 tys. ludzi. W tym samym roku podpisała kontrakt muzyczny z wytwórnią ART-imedi założoną przez Badriego Patarkaciszwilego, a także wydała swój pierwszy album kompilacyjny zatytułowany The Best, zawierający najpopularniejsze piosenki w jej dorobku. W 2003 roku wydała album studyjny zatytułowany Suleli cwima, który został wyprzedany w ponad 60 tys. egzemplarzy w kraju. W ramach promocji płyty piosenkarka wyruszyła w trasę koncertową, w ramach której zagrała koncerty m.in. Niemczech, Grecji i Izraelu. W grudniu 2004 zagrała koncert w Pałacu Sportu w Tbilisi.
W 2005 roku premierę miał jej nowy album studyjny zatytułowany Popularuli duetebi. W 2006 roku piosenkarka zaczęła koncertować ze swoim stałym zespołem koncertowym. W tym samym roku wydała dwie nowe płyty studyjne: Yamo helessa i Camebs szentwis winachaw, a także drugi album kompilacyjny pt. The Best. 11 sierpnia zagrała koncert w Zugdidi przez publicznością liczącą ok. 40 tys. osób. W 2007 roku wydała swój pierwszy album koncertowy zatytułowany Live – Lela Tsurtsumia. W tym samym roku podpisała kontrakt płytowy z wytwórnią Art Lend, a także wystąpiła na 35. Międzynarodowym Festiwalu Sztuki i Kultury w Turcji.
W 2011 roku zagrała rolę Ciali w filmie pt. Garigeba 20 clis szemdeg.

## Zespół
- Irakli Menteszaszwili, Maia Kaczkacziszwili – instrumenty klawiszowe
- Czabuka Amiranaszwili – saksofon
- Lasza Abaszmadze – gitara basowa
- Lewan Szaraszidze – gitara
- Ramaz Chudoewi – instrument perkusyjny
- Nika Abaszmadze – perkusja
- Waska Kutuksow – harmonia
- Rati Durgliszwili, Gwanca Kaczkacziszwili – wokal wspierający

## Życie prywatne
Jej mężem był producent muzyczny Kacza Mamulaszwili.

## Dyskografia
| - Paemani (2000) - Ocneba szenze (2000) - Suleli cwima (2003) - Popularuli duetebi (2005) - Yamo helessa (2006) - Camebs szentwis winachaw (2006) | - Live – Lela Tsurtsumia (2007) | - The Best (2002) - The Best (2006) |

## Filmografia
- 1991: Erti bedis anotacia[1]
- 1992: Chapangi[2]
- 2011: Garigeba 20 clis szemdeg[6]